# Santa Colomba de las Monjas
Santa Colomba de las Monjas község Spanyolországban,  Zamora tartományban. Santa Colomba de las Monjas Villaveza del Agua, Arcos de la Polvorosa, Benavente, Villanueva de Azoague és Barcial del Barco községekkel határos. Lakosainak száma 232 fő (2024).

## Népesség
A település népessége az utóbbi években az alábbiak szerint változott:
| Lakosok száma | 330  | 317  | 304  | 294  | 292  | 282  | 270  | 261  | 246  | 232  |
|               | 2001 | 2004 | 2007 | 2009 | 2012 | 2014 | 2017 | 2019 | 2022 | 2024 |